# Gomásio

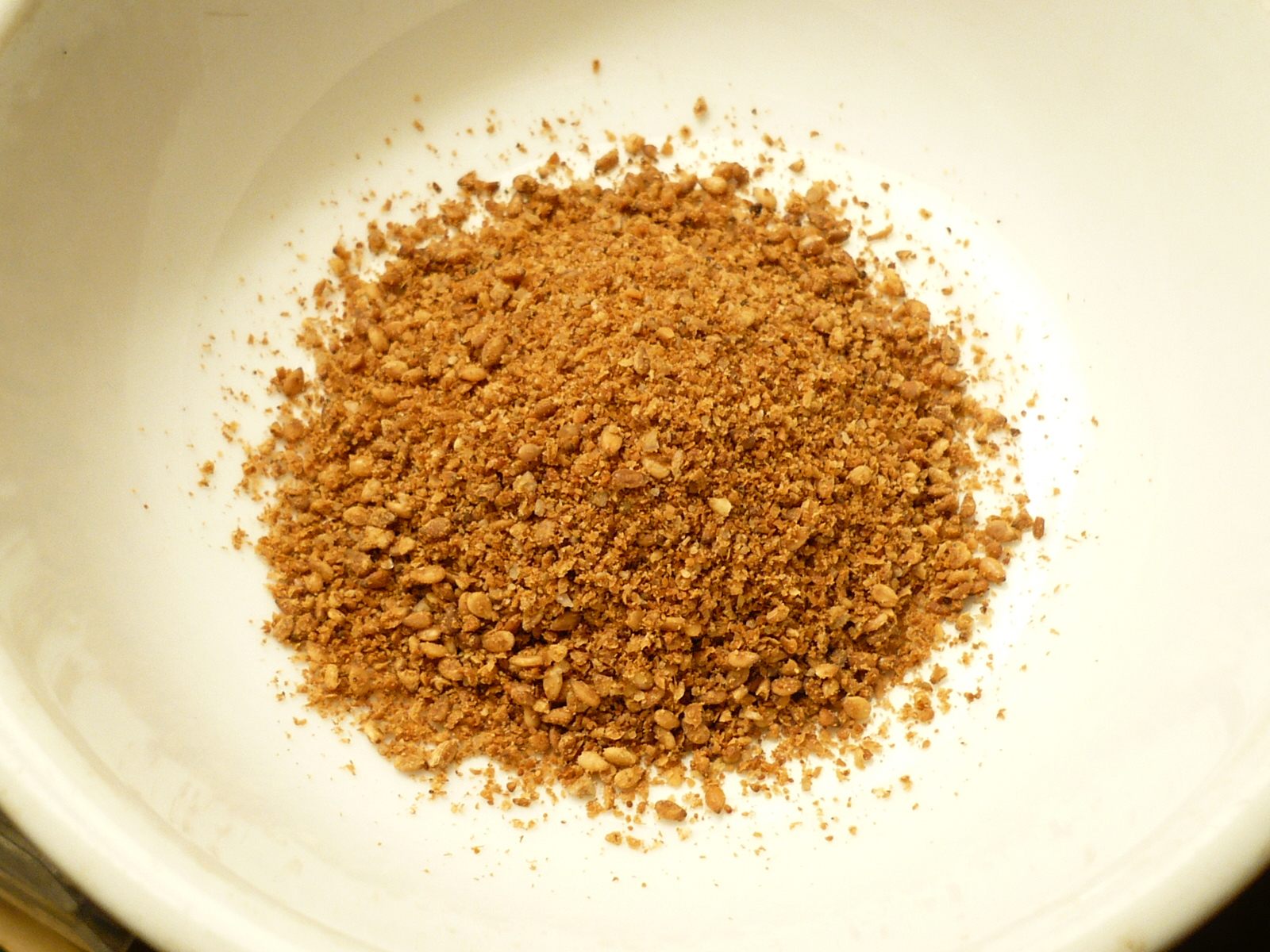
Uma porção de gomásio.

O gomásio  (em japonês gomashio (ごま塩) , sal de goma) ou sal de sésamo é um condimento seco, semelhante ao furikake, muito apreciado na culinária japonesa.

## Vantagens
O gomásio é uma importante alternativa ao sal, porque não produz os efeitos nocivos deste. Tem como vantagens o de neutralizar a acidez do sangue, favorece a secreção de sucos digestivos, estimula o metabolismo e é muito rico em cálcio. É composto por sésamo torrado e sal marinho, também ligeiramente torrado, misturados na proporção de uma parte de sal por 12-14 partes de sésamo. 